# (1741) Giclas
(1741) Giclas est un astéroïde de la ceinture principale, découvert à l'observatoire Goethe Link près de Brooklyn, dans l'Indiana. Il est nommé d'après l'astronome américain Henry Lee Giclas.